# Fritz Mouson
Friedrich Karl „Fritz“ Mouson (* 10. Juni 1884 in Frankfurt am Main; † 20. Mai 1926 ebenda) war ein deutscher Seifen- und Parfüm-Fabrikant und Teilinhaber der gleichnamigen Firma J.G. Mouson & Cie. Der Höhepunkt seines unternehmerischen Wirkens äußerte sich im Erbauen des zehngeschössigen Mousonturms, welcher als erstes Hochhaus Frankfurts gilt.

## Leben
Fritz Mouson war der Sohn des Industriellen Johann Jacques Mouson (1842–1915) und dessen Ehefrau Eleonore Dorothea, geb. Hock (1848–1911) und der Urenkel von August Friedrich Mouson. Er studierte Maschinenbau an der Technischen Hochschule Darmstadt. Dort schloss er sich dem Corps Franconia Darmstadt an. Anschließend arbeitete er für die Opelwerke in Rüsselsheim am Main, unter anderem als Rennfahrer. Seit 1912 war er Teilhaber der Firma J.G. Mouson & Cie. Von 1921 bis 1926 leitete Mouson in Zusammenarbeit mit den Architekten Robert Wollmann und Josef Geittner federführend die technische und bauliche Umgestaltung des Fabrikgeländes im Frankfurter Ostend. Mouson unternahm viele Informationsreisen durch Deutschland und Amerika. Mit diesem Wissen konnte er die Firma zu einem weitgehend automatisierten und auf Fließbandfertigung umgestellten Industrieunternehmen umbauen.  Neben seiner Tätigkeit im Familienunternehmen, war Mouson Aufsichtsratsmitglied der Frankfurter Allgemeinen Versicherungs-AG und der Frankfurter Lebensversicherungs-AG. Mouson war ein passionierter Jäger und Förderer von Malern und Bildhauern. Mouson verstarb unverheiratet und kinderlos.
Während der Zeit des Nationalsozialismus beteiligte sich das von Mouson gegründete Unternehmen ab 1933 an einer antisemitischen Kampagne gegen den Konkurrenten Beiersdorf.

## Mousonturm

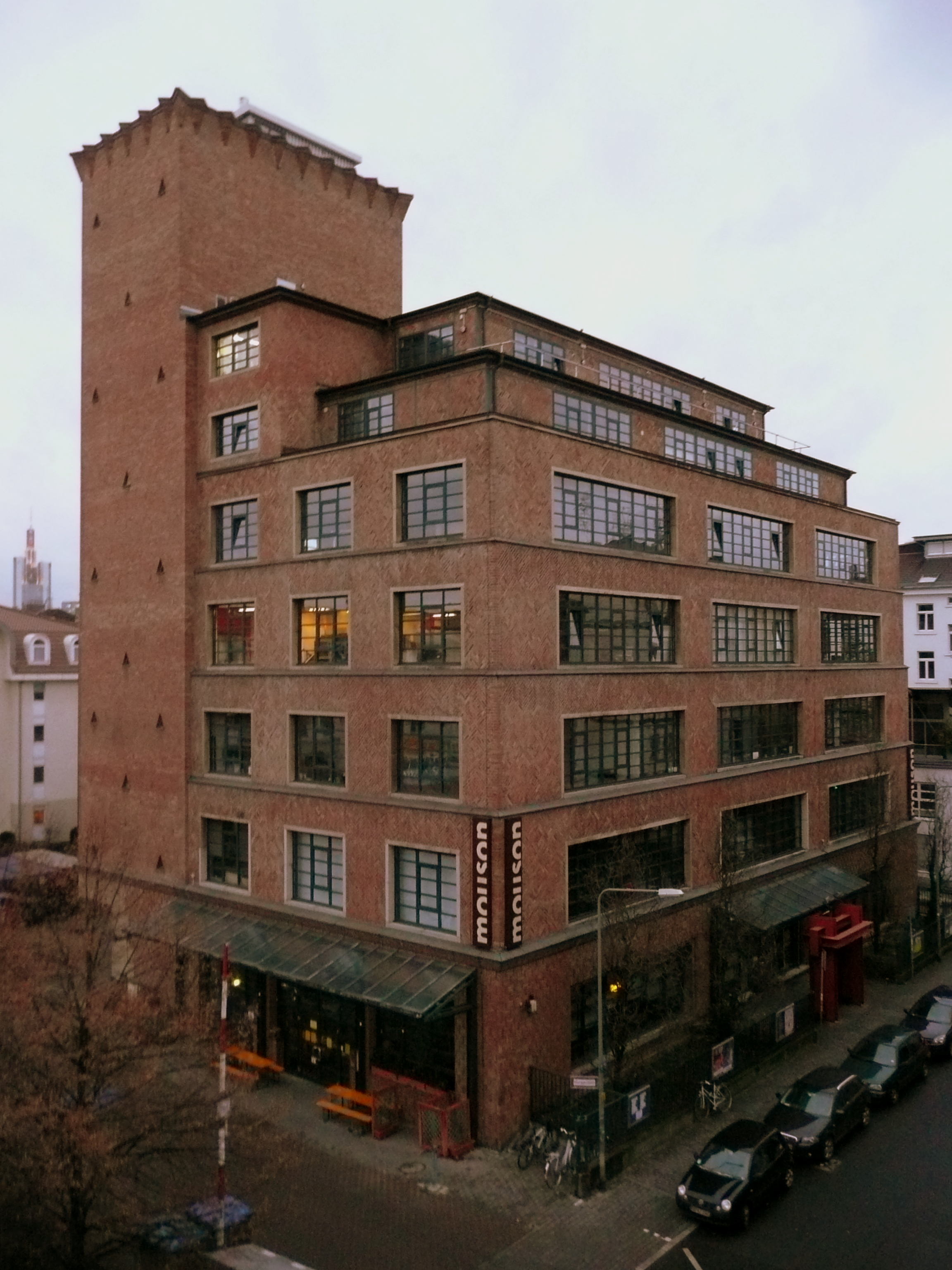
Mousonturm

Zum Wahrzeichen und Höhepunkt des neuen Firmengeländes sollte der von Robert Wollmann entworfene und 1925–26 erbaute Mousonturm werden, auf dessen gestalterischer Ausführung Fritz Mouson ein bedeutender Einfluss zusprochen wird. Der im expressionistischen Stil angelegte Mousonturm gilt mit einer Höhe von etwa 34 Metern und bis zu zehn Geschossen (einschließlich Keller) als das erste Hochhaus Frankfurts.
Der Mousonturm überstand den Zweiten Weltkrieg fast unversehrt und steht seit 1976 unter Denkmalschutz. Seit 1988 ist er als „Künstlerhaus Mousonturm“ bekannt und wird als Spiel- und Produktionsstätte für nationale und internationale freischaffende Künstler aus den Bereichen Tanz, Theater, Performance, Musik, Kleinkunst, Literatur und Bildende Kunst benutzt.